# Pixwaag
Pixwaag, bis 1644 Niederwaag, ist eine Hofschaft in Hückeswagen im Oberbergischen Kreis im Regierungsbezirk Köln in Nordrhein-Westfalen (Deutschland).

## Lage und Beschreibung
Pixwaag liegt im westlichen Hückeswagen nahe dem Hauptort, dessen Siedlungsgebiet bis an den Ort vorgerückt ist und mit der Hofschaft vermolzen ist. Der Pixwaager Bach fließt an der Hofschaft vorbei. Benachbarte Orte sind neben dem Hückeswagener Kernort die Schnabelsmühle, Erlensterz, Waag (früher auch Oberwaag genannt), Wiehagen, Wiehagenerhöhe, Raspenhaus und Brunsbach.
Die Trasse der stillgelegten Bahnstrecke zwischen Remscheid-Bergisch Born und Marienheide (Kursbuchstrecke KBS 412) trennt Pixwaag von der Wupper-Vorsperre der Wuppertalsperre.

## Geschichte
Der Hof Pixwaag wurde erstmals 1433 urkundlich als Waag erwähnt und war im Mittelalter und der frühen Neuzeit ein Sattelhof, der vermutlich zur Sicherung der Altstraße von Remscheid über Hückeswagen nach Wipperfürth angelegt wurde und Ministerialen der Hückeswagener Grafen gehörte. Das Sattelgut war ursprünglich mindestens 400 Morgen groß, wurde aber durch Absplisse wie z. B. Oberwaag verkleinert.
Um das Jahr 1644 erwarben die bürgerlichen Pick den Hof Waag. Nach ihnen wurde das Gut Pixwaag genannt. Die Karte Topographia Ducatus Montani aus dem Jahre 1715 zeigt den Hof als Picswag. Im 18. Jahrhundert gehörte der Ort zum bergischen Amt Bornefeld-Hückeswagen.
1815/16 lebten 61 Einwohner im Ort. 1832 gehörte Pixwaag der Berghauser Honschaft an, die ein Teil der Hückeswagener Außenbürgerschaft innerhalb der Bürgermeisterei Hückeswagen war. Der laut der Statistik und Topographie des Regierungsbezirks Düsseldorf als Weiler kategorisierte Ort besaß zu dieser Zeit fünf Wohnhäuser und vier landwirtschaftliche Gebäude. Zu dieser Zeit lebten 71 Einwohner im Ort, 39 katholischen und 32 evangelischen Glaubens.
Im Gemeindelexikon für die Provinz Rheinland werden für 1885 zehn Wohnhäuser mit 136 Einwohnern angegeben. Der Ort gehörte zu dieser Zeit zur Landgemeinde Neuhückeswagen innerhalb des Kreises Lennep. 1895 besitzt der Ort neun Wohnhäuser mit 158 Einwohnern, 1905 neun Wohnhäuser und 130 Einwohner.

## Wander- und Radwege
Folgende Wanderwege führen durch den Ort:
- Der Ortswanderweg △ von Elberhausen zum Goldenbergshammer
- Der Ortswanderweg ■ von Kräwinklerbrücke zum Hückeswagener Zentrum